# Розмір (техніка)
Ро́змір — це числове значення лінійної величини (діаметр, довжина, висота тощо) в обраних одиницях вимірювання. 
За ДСТУ 3321-96 у системі конструкторської документації у поняття «розмір» вкладено два його види:
- лінійний розмір — розмір виробу, поданий у лінійних одиницях вимірювання;
- кутовий розмір — розмір виробу, поданий у кутових одиницях вимірювання.

## Види розмірів у системі допусків і посадок
Розміри у системі допусків і посадок поділяються на номінальні, дійсні і граничні.
Номінальний розмір — розмір, відносно якого визначаються граничні розміри і який використовується для відліку відхилень. Номінальні розміри вибирають під час конструювання на основі розрахунків або за конструктивними міркуваннями і проставляють при кресленні деталі або з'єднанні деталей. Номінальні розміри після розрахунків округляють до найближчого з рядів нормальних лінійних розмірів згідно з ГОСТ 6636-69, реалізованих на основі рядів переважних чисел.
Дійсний розмір — це розмір, встановлений вимірюванням з допустимою похибкою.
Граничні розміри — це два гранично допустимих розміри (найбільший і найменший), між якими повинен знаходитись дійсний розмір. На кресленні деталі або з'єднанні проставляють номінальні розміри, а кожний з двох граничних розмірів визначають по його відхиленнях від номінального. Різниця між двома граничними розмірами називається допуском.

## Види розмірів у системі конструкторської документації
У системі конструкторської документації за призначенням розрізняють два види розмірів: виконавчий і довідковий.
Виконавчий розмір — розмір, згідно з яким виготовляють чи ремонтують виріб.
Довідковий розмір — розмір, який не потребує виконання за даним креслеником і який подають для зручності користування креслеником.
Ці ж розміри за функційним змістом поділяються на:
- габаритний розмір — виконавчий чи довідковий розмір, який визначає граничні зовнішні (чи внутрішні) обриси виробу;
- установчий розмір — виконавчий чи довідковий розмір, який визначає величину елементів, по яких даний виріб установлюють в іншому виробі або на місці монтажу;
- приєднавчий розмір — виконавчий чи довідковий розмір, який визначає розташованість елементів виробу, за допомогою яких цей виріб приєднують до іншого виробу;
- ремонтний розмір — виконавчий розмір ремонтованого чи виготовлюваного замість зношеного виробу, відмінний від відповідного доремонтного розміру, зазначеного на робочому кресленику виробу, котрий у свою чергу поділяється на:
  - категорійний розмір — ремонтний розмір, установлений для певної категорії ремонту виробу і визначений величиною спрацьованості;
  - припасовочний розмір — ремонтний розмір, який встановлюють з урахуванням припуску на припасування поверхні ремонтованого виробу на місці його установлення.